# Île Santiago
Pour les articles homonymes, voir Santiago (homonymie).
Ne doit pas être confondu avec San Salvador (Bahamas).
L'île Santiago, en espagnol Isla Santiago, est aussi appelée officiellement île San Salvador, en espagnol Isla San Salvador. Les Anglais, quant à eux, l'appellent parfois île James. C'est une île inhabitée d'Équateur située dans l'archipel des Galápagos.

## Toponymie
Le nom Santiago, Saint Jacques en français, fait référence au saint patron de l'Espagne.
San Salvador est le nom dont Christophe Colomb baptisa la première terre qu'il rencontra et où il accosta, le 12 octobre 1492, lors de son 1er voyage, en référence au Christ, le Saint Sauveur.
L'île est aussi connue par les Anglais sous le nom de James en l'honneur du roi Jacques II (James étant la forme anglaise du prénom Jacques), dénomination attribuée au flibustier anglais William Ambrose Cowley lors de son passage par ces îles en mai 1684.

## Géographie

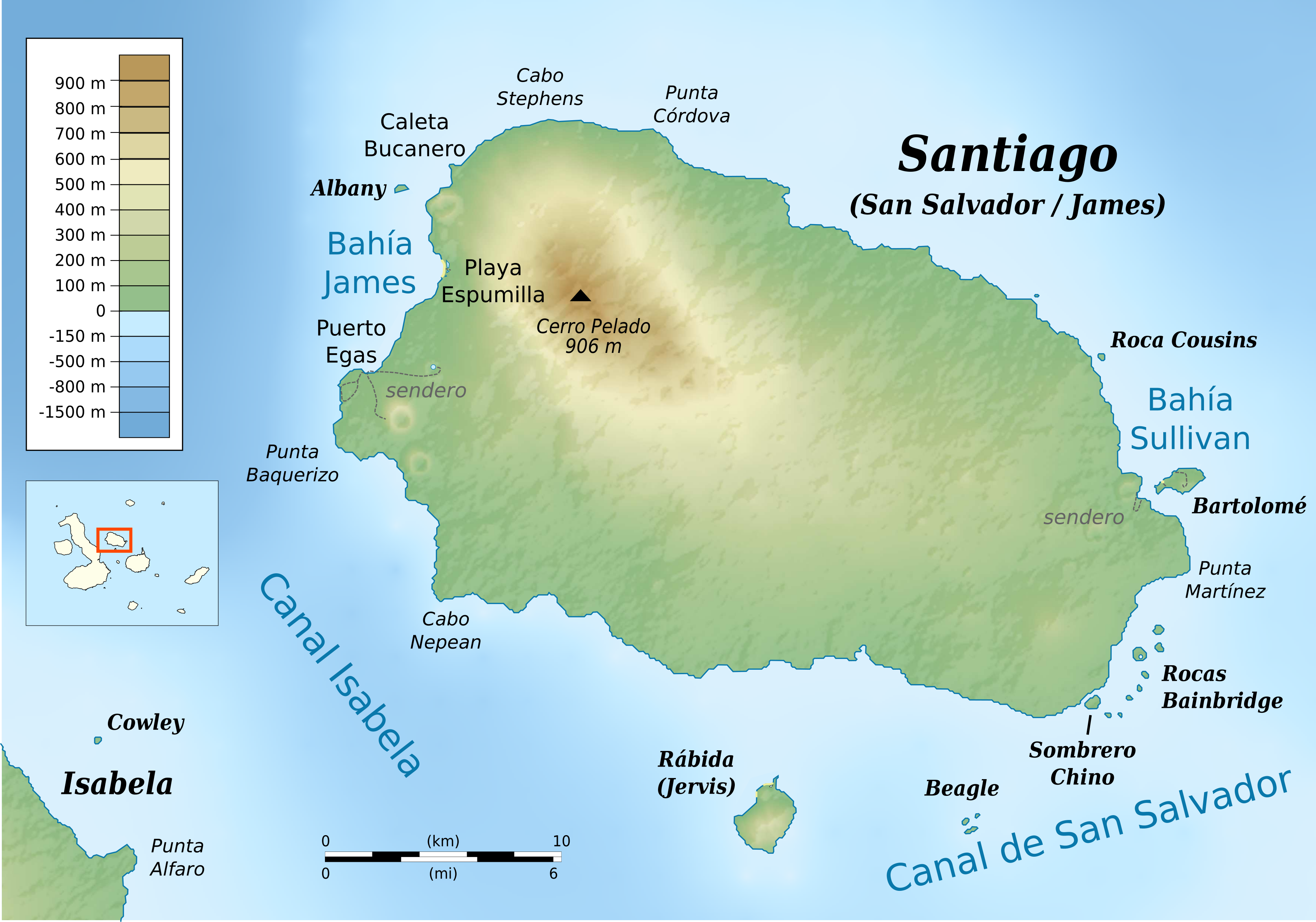
Carte topographique de Santiago.

## Conservation et restauration
La Direction du Parc national des Galápagos et de Island Conservation a réintroduit 1 436 iguanes terrestre des Galápagos (Conolophus subcristatus) sur l'île Santiago le 4 janvier 2019. Ils en avaient disparu depuis 180 ans. Les partenaires ont réintroduit les iguanes terrestres dans le but de restaurer la santé écologique de l'île et d'offrir la possibilité à cette espèce d'iguanes d'y prospérer. Les iguanes terrestres provenaient de l'île de Seymour Nord, où ils avaient été introduits dans les années 1930. Leur population avait dépassé la barre des 5 000 individus et ils faisaient face à un manque de nourriture. Charles Darwin fut la deuxième personne à relever la présence d'iguanes terrestres vivants sur l'île Santiago en 1835. Abel-Nicolas Bergasse du Petit-Thouars fut le dernier, en 1838,,,,,.